# Lagopsis
Lagopsis és un gènere d'angiospermes, amb 5 espècies reconegudes, que pertany a la família de les lamiàcies. El gènere va ser descrit per primera vegada l'any 1835.

## Descripció
Herbes perennes reptants o erectes. Les fulles són circulars a cordades amb el limbe lobulat. Verticil·lastres axil·lars amb bractèoles en forma d'agulla. Les flors són menudes, amb el calze tubular-acampanat format per 5 dents desiguals, dues lleugerament més llargues i conspícues. La corol·la pot ser blanca, groga o bru-violada, amb dos llavis; el superior és recte i sencer, mentre que l'inferior és trilobulat, amb el lòbul mitjà sobreeixit, ample i cordat. Dins del tub els anells són glabres. 4 estams xicotets, els dos anteriors més grans, tots amb el filament curt. Estil bipartit en l'àpex. El fruit és una núcula tríquetra ovoide, llisa, suau i amb esquames amb una trama dèbilment reticulada.

## Distribució
Aquest gènere habita de manera natural en pendents rocosos de l'Àsia oriental i la central (el Japó, Corea, Mongòlia, el Tibet, la Xina, Rússia, Dàuria i Kazakhstan).

## Taxonomia
- Lagopsis darwiniana
- Lagopsis eriostachya
- Lagopsis flava
- Lagopsis marrubiastrum
- Lagopsis supina